# Afromorgus denticulatus
Afromorgus denticulatus är en skalbaggsart som beskrevs av Olivier 1789. Afromorgus denticulatus ingår i släktet Afromorgus och familjen knotbaggar. Inga underarter finns listade i Catalogue of Life.